# Challenge IAAF du lancer de marteau 2017
Navigation
Édition précédente Édition suivante
Le Challenge IAAF du lancer de marteau 2017 est la 8e édition du Challenge IAAF du lancer de marteau.
Organisé par l'IAAF, il désigne les meilleurs spécialistes de l'année 2017 dans la discipline du lancer de marteau. Le classement final est établi en totalisant les 3 meilleurs jets obtenus lors des différentes compétitions figurant au calendrier.

## Calendrier
| Date              | Meeting                                 | Lieu                  | Hommes/Femmes |
| ----------------- | --------------------------------------- | --------------------- | ------------- |
| 21 mai 2017       | Golden Grand Prix de Kawasaki           | Kawasaki              | F             |
| 3 juin 2017       | Grande Premio Brasil Caixa de Atletismo | São Bernardo do Campo | F             |
| 10 juin 2017      | Mémorial Janusz-Kusociński              | Szczecin              | H/F           |
| 13 juin 2017      | Paavo Nurmi Games                       | Turku                 | H             |
| 17 juin 2017      | P-T-S Meeting                           | Šamorín               | H/F           |
| 27 juin 2017      | Golden Spike Ostrava                    | Ostrava               | H/F           |
| 3-4 juillet 2017  | Mémorial István-Gyulai                  | Székesfehérvár        | H/F           |
| 14 juillet 2017   | Meeting de Madrid                       | Madrid                | H             |
| 4 au 13 août 2017 | Championnats du monde                   | Londres               | H/F           |

## Résultats

### Hommes
| Meeting        | Premier              | Deuxième                 | Troisième                |
| -------------- | -------------------- | ------------------------ | ------------------------ |
| Szczecin       | Pawel Fajdek 80,53 m | Wojciech Nowicki 76,19 m | Nick Miller 76,00 m      |
| Turku          | Pawel Fajdek 82,40 m | Wojciech Nowicki 76,71 m | Pavel Bareisha 76,56 m   |
| Šamorín        | Pawel Fajdek 78,67 m | Wojciech Nowicki 76,04 m | Marcel Lomnický 74,86 m  |
| Ostrava        | Pawel Fajdek 83,44 m | Wojciech Nowicki 80,31 m | Bence Halász 78,85 m     |
| Székesfehérvár | Pawel Fajdek 82,64 m | Wojciech Nowicki 77,98 m | Pavel Bareisha 76,76 m   |
| Madrid         | Pawel Fajdek 80,82 m | Pavel Bareisha 77,52 m   | Marcel Lomnický 75,63 m  |
| Londres        | Pawel Fajdek 79,81 m | Valeriy Pronkin 78,16 m  | Wojciech Nowicki 78,03 m |

### Femmes
| Meeting                       | Première                 | Deuxième               | Troisième               |
| ----------------------------- | ------------------------ | ---------------------- | ----------------------- |
| Golden Grand Prix de Kawasaki | Gwen Berry 74,13 m       | Sophie Hitchon 73,97 m | Joanna Fiodorow 71,46 m |
| São Bernardo do Campo         | Anita Wlodarczyk 78,00 m | Gwen Berry 73,37 m     | Amber Campbell 72,80 m  |
| Szczecin                      | Anita Wlodarczyk 77,07 m | Hanna Skydan 74,12 m   | Malwina Kopron 71,88 m  |
| Šamorín                       | Anita Wlodarczyk 75,45 m | Hanna Skydan 72,47 m   | Wang Zheng 72,20 m      |
| Ostrava                       | Anita Wlodarczyk 79,72 m | Wang Zheng 76,25 m     | Hanna Skydan 74,25 m    |
| Székesfehérvár                | Anita Wlodarczyk 77,77 m | Wang Zheng 73,54 m     | Joanna Fiodorow 72,66 m |
| Londres                       | Anita Wlodarczyk 77,90 m | Wang Zheng 75,98 m     | Malwina Kopron 74,76 m  |

## Classement général

### Hommes
| Rang | Athlète              | Points |
| ---- | -------------------- | ------ |
| 1    | Pawel Fajdek         | 248,48 |
| 2    | Wojciech Nowicki     | 236,32 |
| 3    | Dilshod Nazarov      | 231,40 |
| 4    | Pavel Bareisha       | 230,84 |
| 5    | Nick Miller          | 229,56 |
| 6    | Bence Halász         | 229,11 |
| 7    | Marcel Lomnický      | 227,52 |
| 8    | Marco Lingua         | 226,08 |
| 9    | Serghei Marghiev     | 224,97 |
| 10   | Ashraf Amgad Elseify | 224,36 |
| 11   | Krisztián Pars       | 221,27 |
| 12   | Diego del Real       | 215,52 |

### Femmes
| Rang | Athlète             | Points |
| ---- | ------------------- | ------ |
| 1    | Anita Wlodarczyk    | 235,62 |
| 2    | Wang Zheng          | 225,77 |
| 3    | Hanna Skydan        | 221,75 |
| 4    | Malwina Kopron      | 220,03 |
| 5    | Sophie Hitchon      | 219,97 |
| 6    | Joanna Fiodorow     | 217,73 |
| 7    | Amber Campbell      | 215,77 |
| 8    | Katerina Šafránková | 209,54 |
| 9    | Kathrin Klaas       | 200,25 |